# Joachim Rendorp
|                                                                              |  |  |
| Joachim Rendorp en zijn vrouw Hillegonda Schuyt (Jean-Étienne Liotard, 1757) |  |  |

Joachim Rendorp, vrijheer van Marquette en Meeresteyn (Amsterdam, 19 januari 1728 - aldaar, 21 september 1792) was sinds 1758 directeur van de Sociëteit van Suriname, schepen, commissaris van de Hollandse Rekenkamer, houtvester, lid van de Admiraliteit en burgemeester van Amsterdam (1781, 1786, 1789, 1790 en 1792). Hij was advocaat in het staatsrecht en diplomaat tijdens de Vierde Engels-Nederlandse Oorlog.

## Biografie
Joachim Rendorp was de zoon van Pieter Rendorp en Margaretha Calkoen.
Hij werd al op zijn 17e als kerkmeester van de Amstelkerk benoemd, destijds een soort studiebeurs. Op zijn 19e was hij kapitein bij de schutterij. In 1750 promoveerde hij tot meester in de rechten. In 1756 werd hij schepen. Hij trouwde dat jaar met Hillegonda Schuyt. Hoewel uit zijn geschriften zijn Oranjegezindheid bleek, ging hij in zijn jonge jaren toch door voor patriot.
In 1781 werd hij tot burgemeester van Amsterdam gekozen.
In mei 1781 had prinses Wilhelmina laten vragen of de secretaris van Amsterdam Carel Wouter Visscher niet een manier wist de hertog van Brunswijk weg te krijgen. Stadhouder Willem V werd kwaad toen twee Amsterdamse burgemeesters De Vrij Temminck, Rendorp en de stadssecretaris de stadhouder op 8 juni adviseerden niet langer naar de hertog te luisteren. Het voorstel behelsde ook een adviesraad, maar de prins weigerde resoluut. In kranten en pamfletten werd Rendorp geprezen voor deze daad. De hertog eiste genoegdoening van de Staten-Generaal en vervolging van de lasteraars.
In juli 1781 was keizer Jozef II, die incognito - als graaf Falkenstein - door de Nederlanden reisde, bij burgemeester Rendorp op bezoek. De hertog van Brunswijk, de blokkade van Antwerpen, de Gewapende Neutraliteit en de oorlog met Engeland waren het onderwerp van gesprek. De dikke hertog reisde in mei 1782 niettemin af naar 's Hertogenbosch. Frederik de Grote liet in september via zijn gezant Thulemeyer aan Rendorp en De Vrij Temminck weten dat hij niet de kleinste schending van de voorrechten van het stadhouderschap zou dulden.

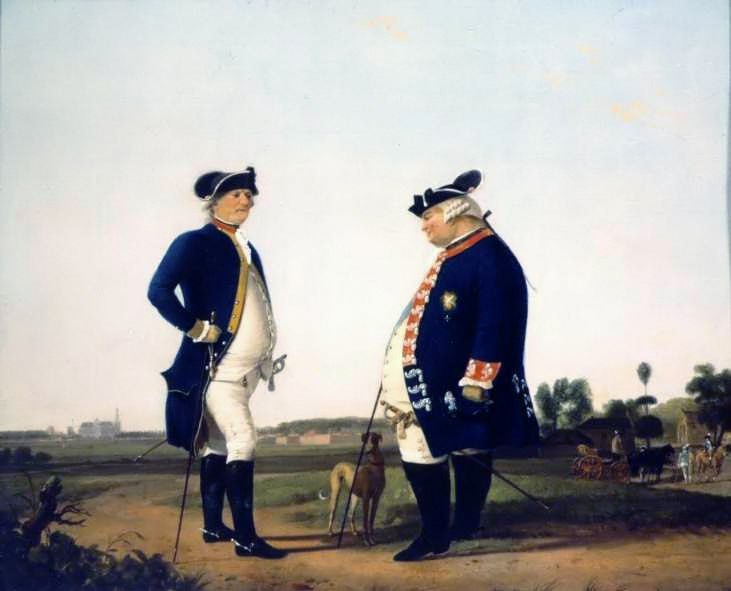
De hertog van Brunswijk (rechts) en zijn plaatsvervanger en opvolger Robert Douglas, in 1786 geschilderd door Jacobus Vrijmoet (met dank aan het het Noordbrabants Museum)

Burgemeester Rendorp hielp de Engelsgezinde Joan Cornelis van der Hoop aan een positie als advocaat-fiscaal bij de Admiraliteit. Rendorp werd zelf genoemd als gezant naar Frankrijk of mogelijke opvolger van de raadspensionaris Pieter van Bleiswijk. Rendorp werd in de Amsterdamse raad uitgelachen, toen hij zich kandidaat stelde. Inmiddels leek de prins het bestuur kwijt te zijn en hoopte door de chaos de hertog weer terug te kunnen laten keren naar Den Haag. In 1782 beschreef Rendorp de Franse ambassadeur als degene die de Republiek regeerde.
Vier jaar later, toen Rendorp opnieuw burgemeester was, werd hij in de Patriotse pers echter beschimpt als geen ander. Rendorp was meer gekant tegen de hertog van Brunswijk dan tegen de stadhouder. Rendorp werd door een anonieme schrijver in De Politieke Kruyer (no. 83) uitgemaakt voor een draaier en "Joachim Pontifex" genoemd, omdat hij er prat opging enkele bruggen te hebben laten bouwen. De drukker/uitgever Jan Verlem, van de Diemermeersche Courant en de journalist/redacteur Jan Hespe van het invloedrijke, patriotse orgaan werden in 1785 door Rendorp zelf veroordeeld tot een boete van drieduizend gulden en veertien dagen op water en brood gezet. De veroordeling leidde volgens Bilderdijk tot een breuk tussen de aristocraten en democraten. Omdat ook de positie van de stadhouder in het geding was, wilde Rendorp verdere aantasting van diens positie voorkomen. Op de dag van zijn benoeming als burgemeester, 1 februari 1786, verkondigde Rendorp de prins het commando over Den Haag terug te willen geven. Dat voorstel werd volgens Knoop niet op de agenda gezet, maar is volgens Theeuwen wel aangenomen. Het jaar daarop verloor Rendorp zijn burgemeesterszetel aan Hendrik Hooft, beter bekend als Vader Hooft. In 1789, 1790 en 1792, het jaar van zijn overlijden was hij opnieuw burgemeester van Amsterdam.

## Rellen

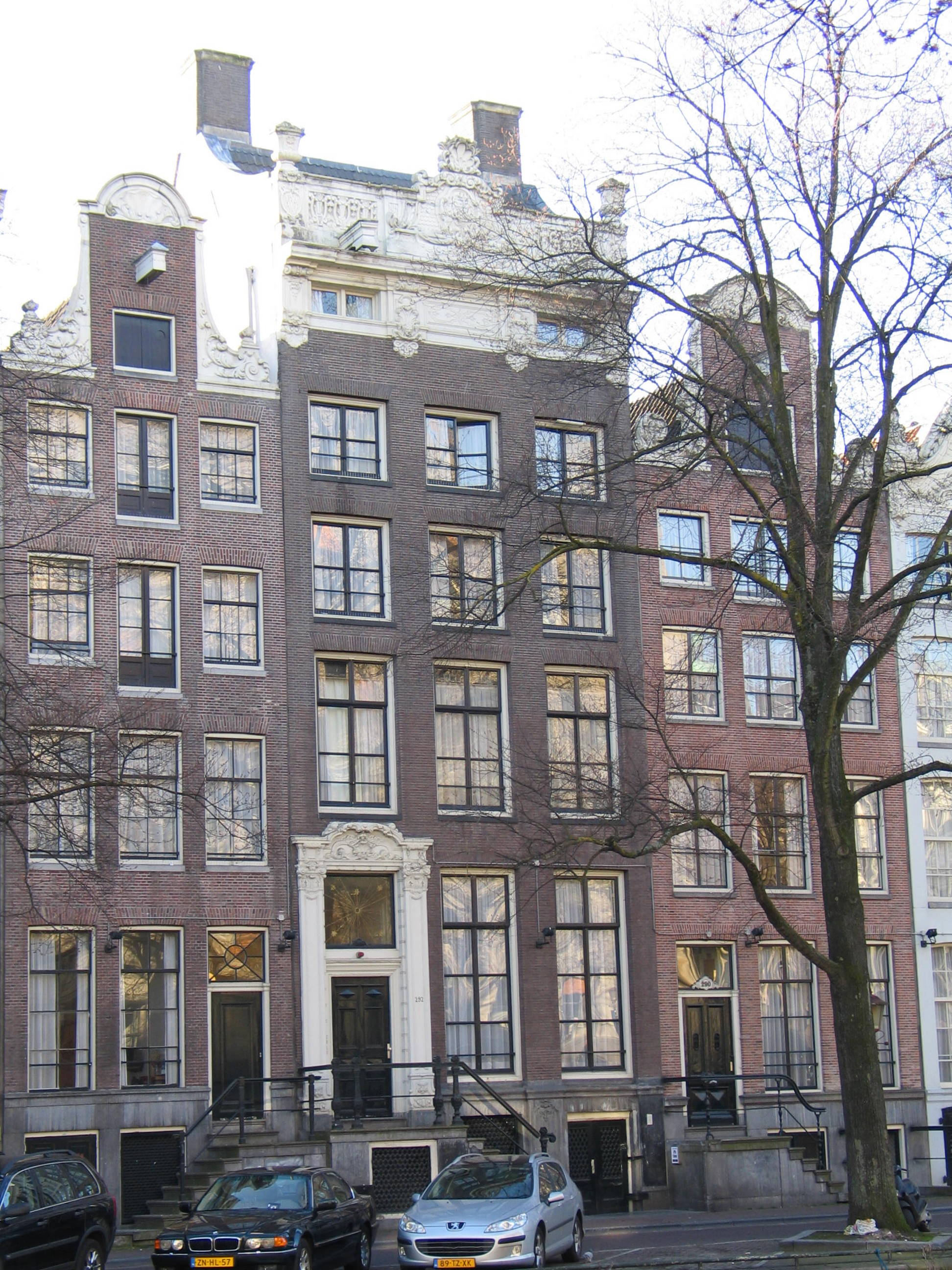
Het huis van Joachim Rendorp

De Lutherse familie Rendorp - oorspronkelijk afkomstig uit Lüneburg - was jarenlang eigenaar van de brouwerij De Haan, gelegen op de hoek van de Geldersekade en de Rechtboomssloot, omdat een eerdere Joachim Rendorp met een dochter van Pieter Hulft was getrouwd. In februari 1617 werd hun pakhuis van binnen gesloopt door het "grauw" toen het werd gebruikt voor Remonstrantse bijeenkomsten. De familie bezat tevens een mouterij en pakhuis op Kattenburg, genaamd de Paerel. Op 28 mei 1787 werd het voorhuis aan het Singel (No. 292) geplunderd. Rendorp en zijn vrouw konden zich redden door naar de tuin van de buren te vluchten. Op 29 mei 1787 kwam het op Kattenburg tot heftige ongeregeldheden tussen de patriotten en Oranjeklanten. Mogelijk wisten de arbeiders zich meester te maken van 15 geweren en twee kleine stukken geschut, afkomstig van de Admiraliteitswerf. De Patriotten haasten zich richting Kattenburg, waarna met kanonnen het vuur werd geopend. Op woensdagochtend 30 mei werd het eiland heroverd door het vrijkorps, vervolgens zijn enkele huizen van Oranjeklanten geplunderd ('Bijltjesdag').

## Rendorp als verzamelaar van kunst
Rendorp had een belangrijke collectie schilderijen en klassieke beelden. Zijn verzameling omvatte schilderijen van Gabriel Metsu, Emanuel de Witte, Nicolaes Berchem en tien bloemstillevens door Jan van Huysum. Het fraaie pand met een pleintje aan de Herengracht had hij in 1761 gekocht van Mattheus Lestevenon. Rendorp investeerde al in 1779 in de porseleinfabriek Manufactuur Oud-Loosdrecht, opgezet door de patriotse dominee Joannes de Mol. Rendorp haalde Willem V over om ook in de fabriek te investeren, maar in 1782 was De Mol opnieuw in moeilijkheden. De Mol verkocht de fabriek aan vier Amsterdamse regenten, waaronder Rendorp. Joachim Rendorp en zijn vrouw lieten zich vereeuwigen door Jean-Baptiste Perronneau, Johann Friedrich August Tischbein en Jean-Étienne Liotard. Hun buiten, het Huis Marquette ten zuiden van Heemskerk, lag gunstig voor de jacht in de duinen. August Wilhelm Schlegel vertaalde een deel van zijn Memoriën.

## In het kort
- In 1764 ging zijn knecht ervandoor met juwelen en wat geld. De man werd in Duitsland achterhaald, maar pleegde zelfmoord. Rendorp kreeg alles terug, maar moest de premie van 3.000 gulden uitbetalen.
- Het is waarschijnlijk dat Rendorp zich heeft bemoeid met het ontwerp van de Muiderpoort, nadat de oude poort uit 1663 in 1769 was ingestort.[14]
- Joachim Rendorp kreeg met Hillegonda Schuyt 5 kinderen, van wie er één zoon in leven bleef.
- In 1775 droeg Pieter Paulus zijn "Verklaring der Unie van Utrecht" op aan Joachim Rendorp. Rendorp had in hetzelfde jaar een verhandeling over de Militaire Jurisdictie geschreven, waaruit het volgende citaat: De Staatsregisters van alle Provinciën zijn vol van ... ongerijmdheden.
- In 1781 droeg de Amsterdamse bouwmeester Pierre Esaie Duyvené zijn vertaling van het architectuurtractaat van de Franse schilder Sébastien le Clerc uit 1714 aan hem op; in 1789 deed diens collega Jacques Berquin hetzelfde met zijn eigen architectuurtractaat.
- In 1952 werd een straat naar hem vernoemd in Slotermeer: de Burgemeester Rendorpstraat.